# Anisotes diversifolius
Anisotes diversifolius é uma espécie de planta da família Acanthaceae. É endémica do Iêmen. Os seus habitats naturais localizam-se em florestas subtropicais ou tropicais secas e áreas rochosas.